# Daniel Freitas
Pour les articles homonymes, voir Freitas.
Daniel Freitas, né le 10 mai 1991 à Vila Nova de Famalicão, est un coureur cycliste portugais.

## Biographie
En 2007, Daniel Freitas devient double champion du Portugal cadets (moins de 17 ans), dans la course en ligne et le contre-la-montre. 
En 2009, il se classe deuxième du championnat du Portugal du contre-la-montre juniors chez les juniors (moins de 19 ans). Sélectionné en équipe nationale, il obtient diverses places d'honneur sur la Course de la Paix juniors, le Trofeo Karlsberg, le Grand Prix Général Patton et le championnat du monde sur route juniors.  Il s'impose également sur le Tour du Portugal juniors. Il est cependant contrôlé positif durant cette épreuve à la morphine. Déclassé, la Fédération portugaise prononce à son encontre une suspension de seize mois.
Une fois sa suspension terminée, il fait son retour à la compétition en 2011 au sein de l'équipe continentale Barbot-Efapel. Dans ses premières années espoirs (moins de 23 ans), il brille principalement dans des courses nationales portugaises. En 2013, il parvient à obtenir diverses places d'honneur sur des étapes du Tour de Berlin et du Tour de León, alors qu'il court en amateur. Il retrouve ensuite le niveau continental en 2014 chez LA Alumínios-Antarte. 
En 2015, il redescend une nouvelle fois chez les amateurs. Bon sprinteur, il se classe troisième d'une étape du Tour de l'Alentejo. L'année suivante, il est recruté par la puissante formation portugaise W52-FC Porto. Il obtient son meilleur résultat au mois d'avril en prenant la quatrième place du Tour de La Rioja. Il reste dans cette structure en 2018, avant de signer chez Miranda-Mortágua en 2019. Propulsé leader, il finit treizième du Tour du Portugal en 2020.
En décembre 2022, il est suspendu pour trois ans en raison de la possession d'une substance et d'une méthode interdites.

## Palmarès et résultats

### Palmarès par année
- 2007
  -  Champion du Portugal sur route cadets
  -  Champion du Portugal du contre-la-montre cadets
- 2009
  - 2e du championnat du Portugal du contre-la-montre juniors
  - 5e du championnat du monde sur route juniors
- 2012
  - Circuit de Malveira
- 2013
  - Trofeu Luso Galaico II
  - Circuito Festas de Lousada
  - Grand Prix de Mortágua
  - 3e de la Clásica de Pascua
- 2014
  - Troféu Restaurante Alpendre
  - Circuito da Póvoa de Varzim
- 2015
  - 2e de la Clássica da Primavera
- 2019
  - Circuito Póvoa da Galega
- 2021
  - 3e du Grand Prix Abimota
- 2022
  - Clássica da Primavera
  - 2e étape du Grand Prix International de Torres Vedras-Trophée Joaquim Agostinho

### Classements mondiaux
| Année                                 | 2015  | 2016  | 2017  | 2018  | 2019 | 2020  | 2021  | 2022 |
| ------------------------------------- | ----- | ----- | ----- | ----- | ---- | ----- | ----- | ---- |
| Classement mondial                    |       | 1034e | 1696e | 2470e | nc   | 1524e | 1093e | 809e |
| UCI Europe Tour                       | 1173e | 705e  | 1062e | 1666e | nc   | 1135e | 844e  | 608e |
|                                       |       |       |       |       |      |       |       |      |
| Légende : nc = non classéSource : UCI |       |       |       |       |      |       |       |      |